# Emilia juncea
Emilia juncea là một loài thực vật có hoa trong họ Cúc. Loài này được Robyns mô tả khoa học đầu tiên năm 1943.